# Ependymální buňka

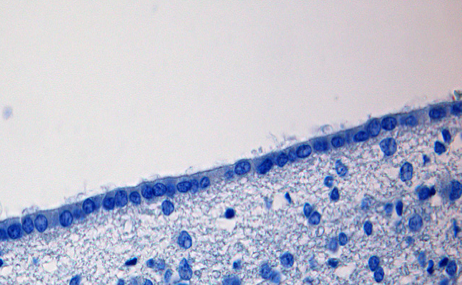
Řez mozkovou tkání, obarvený hematoxylinem. Vnější vrstvu představují ependymální buňky

Ependymální buňka je gliová buňka tvořící cylindrický epitel, jenž vystýlá vnitřní povrch mozkových komor a centrálního míšního kanálku. Tento epitel se též označuje jako ependym (z řec. ependyma). Někdy je opatřena řasinkami, které svým pohybem zlepšují pohyblivost mozkomíšního moku uvnitř dutin.
Epitel ependymálních buněk společně s pia mater a hustou sítí vlásečnic tvoří tzv. choroidní plexus, který umožňuje tvorbu mozkomíšního moku. Zvláštním druhem ependymálních buněk jsou tzv. tanycyty, které se nachází ve třetí komoře a jejich výběžky možná umožňují přenos hormonů z mozkomíšního moku do hypothalamu.